# Fitasa

Ácido fítico

Las fitasas (mioinositol hexakisfosfato 3- y 6-fosfohidrolasas) son un grupo diverso de enzimas que catalizan la hidrólisis secuencial del complejo fitato a derivados de mioinositol menos fosforilados y fosfato inorgánico. Constituyen una subfamilia de fosfatasas que se encuentran naturalmente en plantas, microorganismos y en algunos tejidos animales, presentando una gran variedad de tamaños, estructuras y mecanismos catalíticos. Dependiendo de su pH óptimo, las fitasas se han dividido en fitasas ácidas y alcalinas y también en función del carbono en el anillo mioinositol del fitato en el que se inicia la desfosforilación en 3-fitasas (EC 3.1.3.8), 6-fitasas ( EC 3.1.3.26) y 5-fitasas (EC 3.1.3.72). (1)

## Complejo fitato
El ácido fítico (hexafosfato de mioinositol) es la principal forma de almacenamiento de fósforo en las plantas. En las semillas llega a representar hasta el 80% del fósforo total y contribuye hasta un 1,5% al peso seco de las semillas. Se acumula principalmente en las vacuolas de almacenamiento de proteínas como globoides, ubicados predominantemente en la capa de aleurona (trigo, cebada y arroz) o en el embrión (maíz).(1)(2) 
En el contexto de la nutrición humana y animal, los siguientes dos aspectos del ácido fítico son críticamente importantes: 
1. La digestibilidad del fitato es muy baja en los seres humanos y los animales monogástricos debido a que tienen bajos niveles de fitasas en el tracto digestivo, además de que el ácido fítico intacto no es absorbido como tal. Por esta razón, las raciones para aves y cerdos son suplementadas normalmente con fosfatos inorgánicos para satisfacer los requerimientos de fósforo y evitar así problemas de deficiencia de fósforo. Sin embargo, esto genera un problema serio de excreción excesiva de fósforo indigerido al medio ambiente.
2. Es un factor antinutricional, ya que forma complejos (de ahí su nombre de complejo fitato) con proteínas y una variedad de iones metálicos y, por lo tanto, disminuye la digestibilidad de estos nutrientes. Los grupos fosfatos del ácido fítico cargado negativamente tiene un alto poder quelante y se unen fuertemente a los cationes metálicos de Ca, Fe, K, Mg, Mn y Zn, haciéndolos insolubles y no disponibles como nutrientes.

## Clasificación

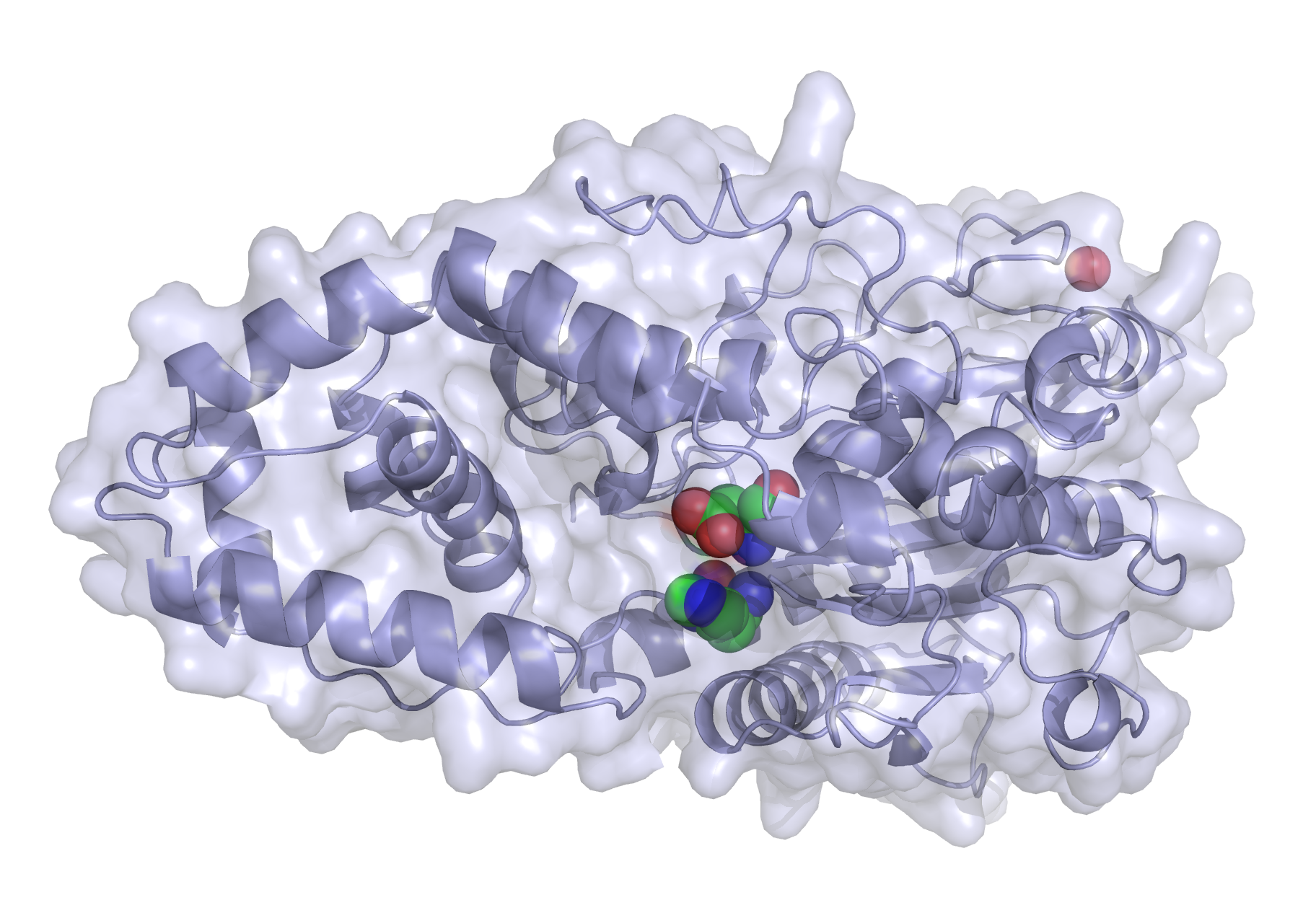
Estructura cristalina de la fitasa de Aspergillus

La mayoría de las fitasas vegetales, bacterianas y fúngicas pertenecen a la clase HAP (fosfatasa ácida de histidina).  La mayoría de las fitasas dependen de un pH óptimo para su actividad catalítica; las ácidas (HAP) tienen un rango de pH óptimo de 4,5 -5,5, mientras que las alcalinas su rango es entre 6,5-8,0. En 1975, la IUPAC–IUB (The International Union of Pure and Applied Chemistry y The International Union of Biochemistry), clasificaron todas la fitasas ácidas como la subfamilia de HAP’s de alto peso molecular en la que incluye a las 3-fitasa (EC 3.1.3.8), las cuales inician la hidrólisis del enlace éster en la posición 3, y a las 6-fitasa (EC 3.1.3.26), las que inician en la posición 6. La mayoría de las fitasas son proteínas monoméricas, con algunas excepciones, que son tetrámericas; la masa molecular es muy variable entre ellas, 38-100 KDa. La mayoría de las fitasas en estado crudo realizan su máxima actividad en una temperatura óptima de 44 a 60 oC. Por el contrario, fitasas como Aspergillus fumigatus y Bacillus amyloliquefaciens tienen una temperatura óptima por encima de 70 oC. Para ser usadas como aditivo alimenticio una característica deseable de las fitasas microbiales, así como de cualquier otra actividad enzimática exógena, es la resistencia a proteasas y ácido digestivos; así como también la termoestabilidad durante el procesamiento térmico de alimentos (80-100 oC). Bajo todas estas consideraciones es lógico esperar que las fitasas de origen microbiano o de diferentes orígenes difieran en su bioeficacia.(3)

## Unidades de medida
Uno de los problemas para medir la actividad de las diferentes fitasas es que no existe una unidad internacional estándar, lo cual ha creado una considerable confusión en la industria de alimentos comerciales y en los estudios comparativos de eficacia de diferentes fuentes de fitasas. La unidad de medida definida de la actividad fitasa depende de las condiciones del análisis incluyendo el substrato usado (fitato de sodio), la temperatura y el pH del análisis. En la fitasa de Apergillus niger introducida en 1991, la actividad fue medida mediante una técnica rápida y simple descrita por Engelen entre otros (1994). A partir de esta técnica se definió como fytase units (FTU), a la cantidad de enzima que libera 1 mol de ortofosfato inorgánico/min de 0,0051 mol/L de fitato de sodio a pH 5,5 y a una temperatura de 37 oC. Varias otras abreviaciones, incluyendo FYT, U y PU, han sido usadas para denotar la actividad fitasa de diferente fitasas microbiales comerciales, aunque estas actividades parecen ser determinadas bajo similares condiciones in vitro. Sin embargo se debe tener cuidado, de que la eficacia de utilización de una cantidad dada de enzima va a variar por las condiciones del análisis tales como pH, temperatura, duración, contenido de minerales, agitación, etc., también, es probable que el “fitato natural” no sea tan rápidamente hidrolizado como el fitato de sodio. La aceptación de un análisis estándar, basado posiblemente sobre otro substrato diferente al fitato de sodio sería de beneficio.(3)

## Relevancia en la avicultura y porcinocultura

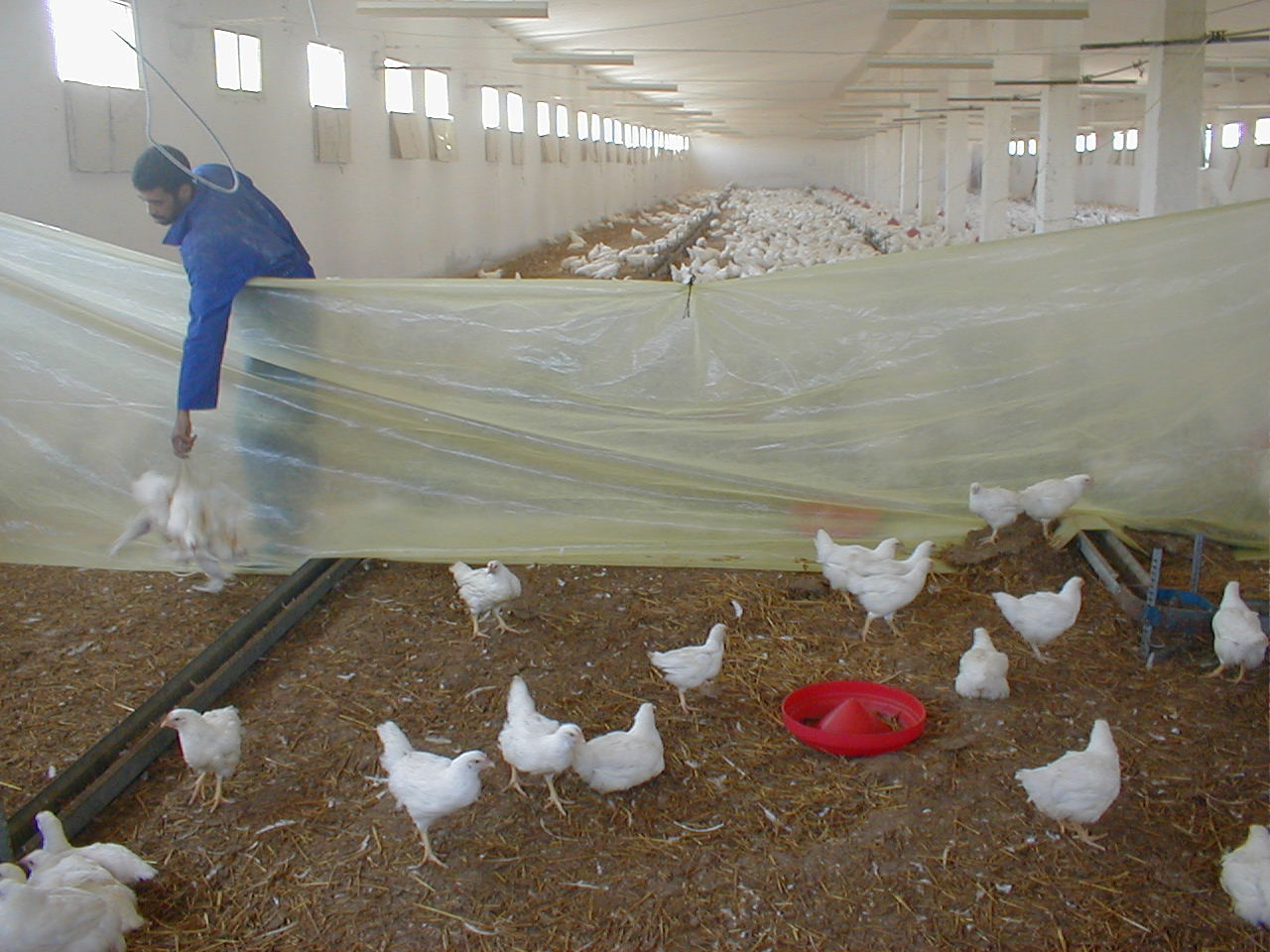
Cría de pollos tipo broiler

La efectividad de las fitasas de origen microbial, de bacterias y hongos, para liberar el P ligado al fitato en ingredientes vegetales para la utilización por aves está bien documentada. De acuerdo a Selle y Ravindran (2006), varios y distintos productos microbiales de fitasa son comercialmente disponibles; los 3 más comúnmente usados son derivados de A. niger, una 3-fitasa, y de Peniophora lycii y Escherichia coli, las cuales son 6-fitasas. Por el uso de fitasas en la alimentación de aves, se han reportado mejoras en la biodisponibilidad del P en un rango entre 20 a 50 %, con la cantidad de P liberado del fitato, lo cual es dependiente de: a) el tipo y nivel de fitasa adicionado, b) nivel dietético del P no fítico, c) nivel del Ca dietético, en particular, la relación Ca:P, d) la fuente de fitato (i.e., ingredientes usados), y e) el contenido de fitato de la dieta. Los resultados han permitido la asignación de equivalencia de fósforo a las diferentes fitasas microbiales evaluadas. Evidencias actuales también sugieren que la agregación de fitasas en la alimentación de aves tiene efectos positivos sobre la utilización de otros nutrientes y la EM, aunque con cierto grado de variación.(3)

### Beneficios y efectos
Se describen los siguientes efectos: mejora en la disponibilidad del Ca, por un efecto directo e indirecto, Mg y de varios elementos trazas, tales como Zinc, Cu, Fe y Mn. Además una mejora en la digestibilidad de la proteína y aminoácidos, la cual puede ser explicada por la degradación de los complejos proteína-fitato y proteína-mineral-fitato. Los complejos proteína-fitato pueden ser formados post-alimentación en el tracto digestivo en el caso de que el fitato no haya sido hidrolizado por la fitasa. También el fitato puede formar complejos con aminoácidos libres suplementados, lo cual podría ser prevenido por la acción de la fitasa. Además, es bien conocido que el fitato inhibe enzimas proteolíticas. Como también puede secuestrar el almidón e inhibir la acción de la amilasa, se ha establecido la hipótesis de que la fitasa es también capaz de aumentar la utilización de energía en animales monogástricos. Como consecuencia de tales efectos, se han reportados mejoras del rendimiento de las aves.

### Uso comercial
Las variaciones en los resultados de eficacia de las diferentes preparaciones comerciales de fitasa, pueden ser debidos a varios factores descritos anteriormente como ser: diferencia en características intrínsecas (diferencia en estructura y en el requerimiento de condiciones óptimas para su máxima actividad: pH y temperatura), la inactivación potencial por las condiciones del tracto digestivo (proteasas y ácido digestivos) y por el procesamiento térmico de alimentos, y las variaciones del contenido fitato de los ingredientes vegetales. Los resultados obtenidos por el uso de fitasa han generado una serie de técnicas prácticas de uso en la alimentación de aves (i.e., el uso de equivalencias de P y Ca y el uso de matrices con valoración de EM, de proteína bruta y aminoácidos).(3)